# US Open 1997
Lo US Open 1997 è stata la 117ª edizione dello US Open e quarta prova stagionale dello Slam. Si è disputato dal 25 agosto al 7 settembre 1997 al USTA Billie Jean King National Tennis Center in Flushing Meadows di New York negli Stati Uniti. 
Il singolare maschile è stato vinto dall'australiano Patrick Rafter, che si è imposto sul britannico Greg Rusedski in quattro set col punteggio di 6–3, 6–2, 4–6, 7–5. Il singolare femminile è stato vinto dalla svizzera Martina Hingis, che ha battuto in finale la statunitense Venus Williams. 
Nel doppio maschile si sono imposti Evgenij Kafel'nikov e Daniel Vacek. Nel doppio femminile hanno trionfato Lindsay Davenport e Jana Novotná. 
Nel doppio misto la vittoria è andata all'olandese Manon Bollegraf, in coppia con Rick Leach.

## Risultati

### Singolare maschile
Patrick Rafter ha battuto in finale  Greg Rusedski con il punteggio di 6–3, 6–2, 4–6, 7–5.

### Singolare femminile
Martina Hingis ha battuto in finale  Venus Williams con il punteggio di 6–0, 6–4.

### Doppio maschile
Evgenij Kafel'nikov /  Daniel Vacek hanno battuto in finale  Jonas Björkman /  Nicklas Kulti con il punteggio di 7–6(8), 6–3.

### Doppio femminile
Lindsay Davenport /  Jana Novotná hanno battuto in finale  Gigi Fernández /  Nataša Zvereva con il punteggio di 6–3, 6–4.

### Doppio misto
Manon Bollegraf /  Rick Leach hanno battuto in finale  Mercedes Paz /  Pablo Albano con il punteggio di 3–6, 7–5, 6–3.

## Junior

### Singolare ragazzi
Arnaud Di Pasquale ha battuto in finale  Wesley Whitehouse con il punteggio di 6–7, 6–4, 6–1.

### Singolare ragazze
Cara Black ha battuto in finale  Kildine Chevalier con il punteggio di 6(5)–7, 6–1, 6–3.

### Doppio ragazzi
Fernando González /  Nicolás Massú

### Doppio ragazze
Marissa Irvin /  Alexandra Stevenson